# Großsteingräber bei Stinstedt
Die Großsteingräber bei Stinstedt waren elf megalithische Grabanlagen der jungsteinzeitlichen Trichterbecherkultur bei Stinstedt im Landkreis Cuxhaven (Niedersachsen). Sie wurden im 19. Jahrhundert zerstört. Ein besonders hervorstechendes Grab wurde als „Altar des Odin“ bezeichnet und 1850 zerstört. Neun weitere Gräber wurden bis 1861 zerstört, das letzte in den folgenden Jahren.

## Lage
Nach einem Bericht von 1861 und einer Messtischblatt-Signatur befanden sich die Gräber auf einer dreieckigen Geest nordöstlich von Stinstedt. Grab 1, der „Altar des Odin“ lag an der höchsten Stelle, die anderen um diese Anlage herum.

## Beschreibung

### Grab 1
Grab 1 besaß ein rechteckiges Hünenbett, in dem sich eine runde Grabkammer mit einem Durchmesser von 13–14 Fuß (ca. 3,8–4,1 m) befand, die aus mehreren Wandsteinen bestand, die 2–3 Fuß (ca. 0,6–0,9 m) aus der Erde ragten. Auf ihnen ruhte ein einzelner großer Deckstein, der eine Länge von 16 Fuß (ca. 4,7 m), eine Breite von 12 Fuß (ca. 3,5 m) und eine Dicke von 2 Fuß (ca. 0,6 m) hatte. Es handelte sich bei der Kammer um einen Polygonaldolmen.

### Gräber 2–11
Zu den restlichen Gräbern liegen keine Einzelbeschreibungen vor. Sie waren einander alle recht ähnlich und etwa nord-südlich orientiert. Ihre Grabkammern waren etwa 12 Fuß (ca. 3,5 m) lang und innen 4 Fuß (ca. 1,2 m) breit. Die Wandsteine waren 3–4 Fuß (ca. 0,9–1,2 m) hoch und 2–3 Fuß (ca. 0,6–0,9 m) dick. Auf ihnen ruhten mehrere Decksteine, die 12–14 Fuß (ca. 3,5–4,1 m) lang und 8–10 Fuß (ca. 2,3–2,9 m) dick waren. Am Nordende der Kammern befanden sich die größten Steine, nach Süden hin wurden sie kleiner. Da für keines der Gräber die genaue Zahl der Wand- und Decksteine überliefert ist, lässt sich der genaue Grabtyp der Anlagen nicht sicher bestimmen, aufgrund der Maße kann es sich aber nur um erweiterte Dolmen oder kleine Großdolmen gehandelt haben.